# Bund Deutscher Mädel

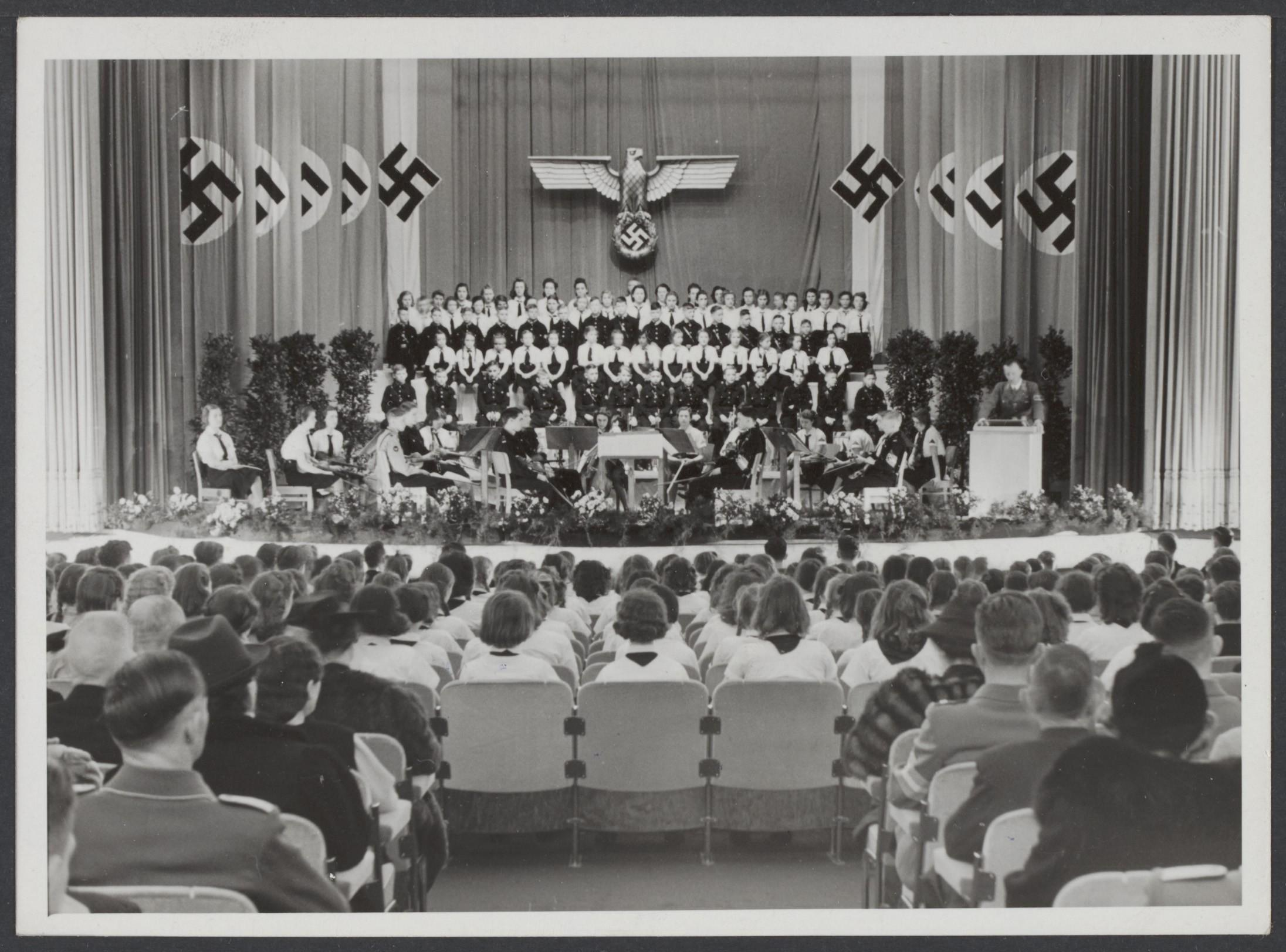
Bund Deutscher Mädel (Utrecht, 1942)

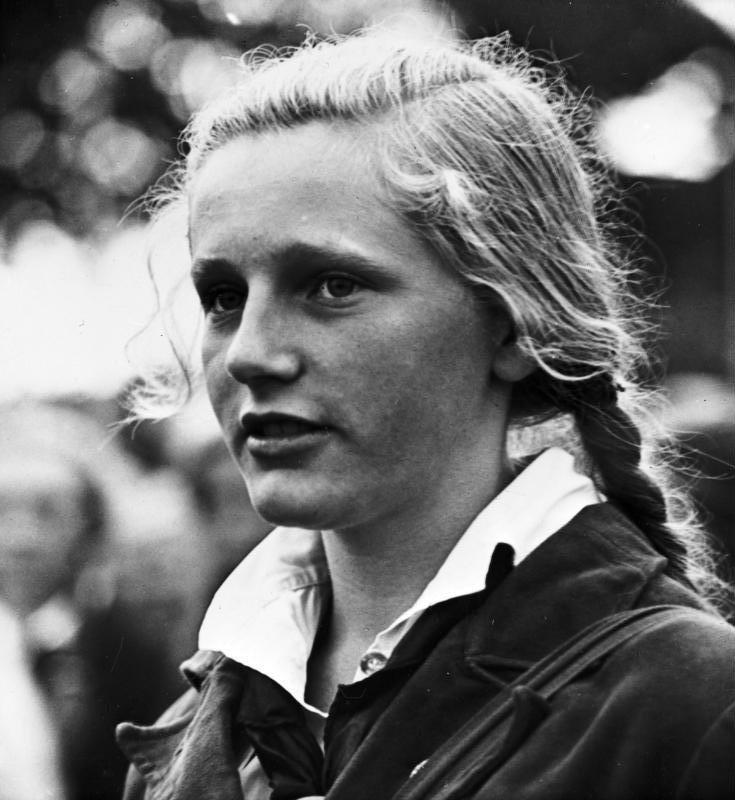
Een BDM-meisje

De Bund Deutscher Mädel (BDM, BdM) en de parallel daaraan georganiseerde Jungmädelbund waren de Hitlerjugend- en Deutschen Jungvolks-afdelingen die bedoeld waren voor meisjes tussen tien en achttien jaar oud. Van 1937 tot 1945 stond Jutta Rüdiger aan het hoofd van deze organisatie.
Evenals bij de Hitlerjugend en Deutschen Jungvolks, gold dat de Jungmädelbund zich richtte op meisjes tussen tien en dertien jaar oud, en de Bund Deutscher Mädel op meisjes van 14 tot 18 jaar oud. Vrouwen en meisjes werd hier de nazileer bijgebracht en hun rol hierin. Ze kregen scholing tot huisvrouw en werden voorbereid op het baren en moederschap van (veel) kinderen, wat volgens de nationaalsocialistische leer het ideaal van de Duitse vrouw diende te zijn.
Na het doorlopen van dit traject moest de jonge vrouw nog een jaar op het land werken, het zogenaamde Landjahr (landjaar). Dit was een uitwerking van het "terug naar de natuur" principe waar de nazi's voor stonden. In de natuur kwam de mens tot zichzelf, en de Duitse geest zou in de eikenbossen en middelgebergten van het Duitse land huizen. Hierover waren overigens veel klachten wegens de vele ongewenste zwangerschappen die hieruit voorkwamen.
Vanaf 1936 werd lidmaatschap voor meisjes verplicht, voor zover zij niet op raciale gronden van deelname waren uitgesloten. De Bund Deutscher Mädel had daardoor in 1944 4,5 miljoen leden en was daarmee de grootse jeugdbeweging voor meisjes ter wereld. 

## Rol in de oorlog
Het uitbreken van de oorlog had niet zo'n ingrijpende rol als bij de Hitlerjugend, die diende om de Wehrmacht te voeden of voor Reichsarbeitsdienst (RAD), direct als ze 18 werden. Maar de Bund Deutscher Mädel hielp in de oorlog toch op verschillende manieren. Jongere meisjes verzamelden geld of kleren of oude kranten die konden gebruikt worden voor verwarming in de winter. Ook bezochten de koren en muziekgroepen van het BDM gewonde soldaten in ziekenhuizen.
De oudere meisjes werden vrijwilliger als hulpverpleegsters in de hospitalen of hielpen op stations gewonde soldaten. Vanaf 1943 werden ze meer en meer ingezet in semimilitaire operaties zoals het FLAK (Luchtafweergeschut) laden, de zoeklichten besturen of boodschappen doorgeven. Hoewel ze weinig werden ingezet in directe gevechten of bediening van geschut bestonden er wel een paar eenheden die "Flak Helferinnen" genoemd werden en volledig zelfstandig het geschut konden bedienen.
In de laatste dagen van de oorlog werden sommige BDM-meisjes, zoals veel leden van de Hitlerjeugd, lid van de Volkssturm (het laatste verdedigingsmiddel) in Berlijn en andere steden en bestreden de invallende geallieerde legers. Officieel was dit niet toegestaan door de leiding van het BDM, die protesteerde tegen het gebruik van hun meisjes. Desondanks hadden enkele meisjes toch oefening gekregen in het gebruik van handvuurwapens (ongeveer 200 leiders trainden op een schietstand onder het motto van "zelfverdediging"). Na de oorlog ontkende dr. Jutta Rüdiger dat ze had toegestaan dat BDM-leden gebruikmaakten van wapens.